# Holcocera crescentella
Holcocera crescentella é uma espécie de mariposa do gênero Holcocera pertencente à família Coleophoridae.